# Amizón

Mapa de algunas de las ciudades griegas de Caria y de algunas islas del Dodecaneso, donde se aprecia la ubicación de Amizón, al noroeste de Alinda.

Amizón (en griego antiguo, Ἀμυζών) fue una antigua ciudad griega de Caria.
Perteneció a la Liga de Delos puesto que aparece mencionada en registros de tributos a Atenas entre los años 454/3 y 440/39 a. C.
Se conserva una carta en estado fragmentario de Antíoco III el Grande a Amizón fechada en 203 a. C. en el que el rey promete a la ciudad la conservación de sus privilegios.
Estrabón menciona en Caria la ciudad de Amizón, en una sucesión de asentamientos donde incluye a Heraclea, Euromo y Calcétor, que eran poco importantes en su tiempo al lado de las más importantes Alabanda, Milasa y Estratonicea.
Se localiza en la actual Mazin-Kalessi.